# سباق طواف فرنسا 1989
سباق طواف فرنسا 1989 من سلسلة سباقات سباق طواف فرنسا. أقيم هذا السباق في تاريخ 1-23 يوليو 1989 على 21+Prologue مراحل. بعد مرور 87 ساعة و38 دقيقة و35 ثانية وبعد طي 3285.3 كم بمتوسط 37.818 كم في الساعة فاز بالميدالية الذهبية جريج ليموند من الولايات المتحدة، فيما حصد لاورنت فيغنون من فرنسا الميدالية الفضية، وكانت الميدالية البرونزية من نصيب بيدرو ديلغادو من إسبانيا.

## الميداليات
| ذهب                            | فضة                   | برونز                   |
| جريج ليموند - الولايات المتحدة | لاورنت فيغنون - فرنسا | بيدرو ديلغادو - إسبانيا |

## روابط خارجية
- سباق طواف فرنسا 1989 على موقع إحصائيات الدراجات الإحترافية (الإنجليزية)